# رون كارليسلي
رون كارليسلي (بالإنجليزية: Ron Carlisle)‏ هو شخصية أعمال أمريكي، ولد في 28 أكتوبر 1940 في بيسمارك في الولايات المتحدة.